# Dispater
Dispater nebo Dis Pater (zkráceně Dís) je římský bůh podsvětí, později ztotožňovaný s Plutonem nebo Hádem. Původně bůh bohatství, úrody a nerostných minerálů.
Často se uvádí, že Dispater byl také keltský bůh, podle citace z Caesarových Zápisků o válce galské VI:18, kde se říká, že všichni Galové odvozovali svůj původ od Dispatera, nicméně jde jen o Caesarovu interpretaci. Je možné, že Galové odvozovali svůj původ od galského boha, který byl podobný římskému Dispaterovi. Možných kandidátů na tuto roli je v keltské mytologii několik: Cernunnos, Sucellus, z těch vzdálenějších a tudíž méně pravděpodobnějších také Donn (Irsko) nebo Beli Mawr (Wales).